# Les Feux du théâtre
Pour plus de détails, voir Fiche technique et Distribution.
Les Feux du théâtre (Stage Struck) est un film américain réalisé par Sidney Lumet, sorti en 1958 aux États-Unis.

## Synopsis
Une jeune femme débarque à New York afin de faire carrière comme actrice.

## Fiche technique
- Titre : Les Feux du théâtre
- Titre original : Stage Struck
- Réalisation : Sidney Lumet
- Scénario : Augustus et Ruth Goetz, d'après la pièce de Zoe Akins
- Directeur de la photographie : Maurice Hartzband et Franz Planer
- Décors : Kim Swados
- Costumes : Moss Mabry
- Montage : Stuart Gilmore
- Musique : Alex North
- Production : William Dozier
  - Production exécutive : Stuart Millar
- Société de production : William Dozier Productions et RKO Radio Pictures
- Société de distribution : Buena Vista Film Distribution Company
- Format : Couleur – 35mm – 1,37:1 — Son monophonique[1]
- Budget : 2 000 000 $ [2]
- Pays de production :  États-Unis
- Langue : anglais
- Genre : Drame
- Durée : 95 minutes
- Dates de sortie :
  - États-Unis : 22 avril 1958
  - France : 23 février 1983[3]

## Distribution
- Henry Fonda : Lewis Easton
- Susan Strasberg : Eva Lovelace
- Joan Greenwood : Rita Vernon
- Herbert Marshall : Robert Harley Hedges
- Christopher Plummer : Joe Sheridan
- Pat Harrington Jr. : Benny
- Frank Campanella : Victor
- Jack Weston : Frank
- Roger C. Carmel (non crédité) : un machiniste